# Znoski
Znoski [pronunciación en polaco: /ˈznɔski/] es un pueblo ubicado en el distrito administrativo de Gmina Mońki, dentro del condado de Mońki, Voivodato de Podlaquia, en el noreste de Polonia. Se encuentra a unos 3 kilómetros al suroeste de Mońki y a 40 kilómetros al noroeste de la capital regional Białystok.